# 中村宏紀
中村 宏紀（なかむら ひろき、1974年4月7日 - ）は、大阪府出身の元サッカー選手、サッカー指導者。現役時のポジションは、GK。

## 所属クラブ
- 大阪市立東三国中学校
- 柏原高校 (現 東大阪大学柏原高校)
- BCエッフェレン（ドイツ語版）
- 1993年 - 1998年 FSVザーベリンゲン
- 1999年  ジェフユナイテッド市原
- 2000年  佐川急便大阪SC
- 佐川急便さいたまサッカー部
- 飯能ブルーダー
- 2007年  FC琉球
- 2008年 - 2009年  MIOびわこ草津
- 2010年  ブラウブリッツ秋田

## 個人成績
| 国内大会個人成績 | 国内大会個人成績 | 国内大会個人成績 | 国内大会個人成績 | 国内大会個人成績 | 国内大会個人成績 | 国内大会個人成績 | 国内大会個人成績 | 国内大会個人成績 | 国内大会個人成績 | 国内大会個人成績 | 国内大会個人成績 |
| 年度             | クラブ           | 背番号           | リーグ           | リーグ戦         | リーグ戦         | リーグ杯         | リーグ杯         | オープン杯       | オープン杯       | 期間通算         | 期間通算         |
| 年度             | クラブ           | 背番号           | リーグ           | 出場             | 得点             | 出場             | 得点             | 出場             | 得点             | 出場             | 得点             |
| 日本             | 日本             | 日本             | 日本             | リーグ戦         | リーグ戦         | リーグ杯         | リーグ杯         | 天皇杯           | 天皇杯           | 期間通算         | 期間通算         |
| ---------------- | ---------------- | ---------------- | ---------------- | ---------------- | ---------------- | ---------------- | ---------------- | ---------------- | ---------------- | ---------------- | ---------------- |
| 1999             | 市原             | 30               | J1               | 0                | 0                | 0                | 0                | 0                | 0                | 0                | 0                |
| 通算             | 日本             | 日本             | J1               | 0                | 0                | 0                | 0                | 0                | 0                | 0                | 0                |
| 総通算           | 総通算           | 総通算           | 総通算           | 0                | 0                | 0                | 0                | 0                | 0                | 0                | 0                |

## 指導歴
- 2007年 FC琉球 GKコーチ (選手兼任)
- 2008年 - 2009年 MIOびわこ草津 GKコーチ (選手兼任)
- 2010年 - 2011年 ブラウブリッツ秋田 GKコーチ (2010年は選手兼任)
- 2012年 - 2014年 横浜FCジュニアユース GKコーチ
- 2015年 - 2016年 横浜FCシーガルズ 監督[1]
- 2017年 - 2018年 ノルディーア北海道 監督[2]
- 2019年 J.FC MIYAZAKI GKコーチ[3]
- 2020年 ガイナーレ鳥取 GKコーチ[4]
- 2021年 アンジュヴィオレ広島 GKコーチ[5]
- 2022年 - 2023年 テゲバジャーロ宮崎 GKコーチ[6][7]
- 2024年 ヴァンラーレ八戸 GKコーチ
- 2025年 - スペランツァ大阪 GKコーチ